# Sachsenbrücke (Leipzig)
Die Sachsenbrücke über das Elsterflutbett verbindet den östlichen mit dem westlichen Teil des Clara-Zetkin-Parks (ehemals König-Albert-Park) in Leipzig. Südwestlich des Stadtzentrums gelegen stellt sie darüber hinaus mit der Anton-Bruckner-Allee für Fußgänger und Radfahrer eine autofreie Verbindung vom Zentrum in den Leipziger Westen dar. Nach den Daten der Verkehrszählung 2021/22 weist die Sachsenbrücke mit über 15.000 Radfahrenden am Tag die höchste Verkehrsbelegung im Radverkehr in Leipzig auf.

## Geschichte
Ihren Namen erhielt die Brücke in Erinnerung an den Seitenwechsel der sächsischen Truppen von Napoleon Bonaparte zu den Verbündeten während der Völkerschlacht bei Leipzig 1813. Amtlich wurde dieser Name aber erst am 7. November 1901.
Das erste Bauwerk an gleicher Stelle wurde 1897 für die Sächsisch-Thüringische Industrie- und Gewerbeausstellung errichtet. Die Brücke in ihrer heutigen Ausführung entstand 1928 nach einer Verbreiterung des Elsterflutbettes.
Heute ist das Kulturdenkmal ein beliebter Treffpunkt besonders für junge Leipziger und zieht vor allem im Sommer auch Musiker und Künstler an. In der Zeit des auslaufenden Corona-Lockdowns im Juni 2021 gerät die Brücke als Party- und Kriminalitätshotspot in die Schlagzeilen der Medien, nachdem sich am Wochenende hier mehrmals über 1000 Menschen versammelt haben, um zu feiern.

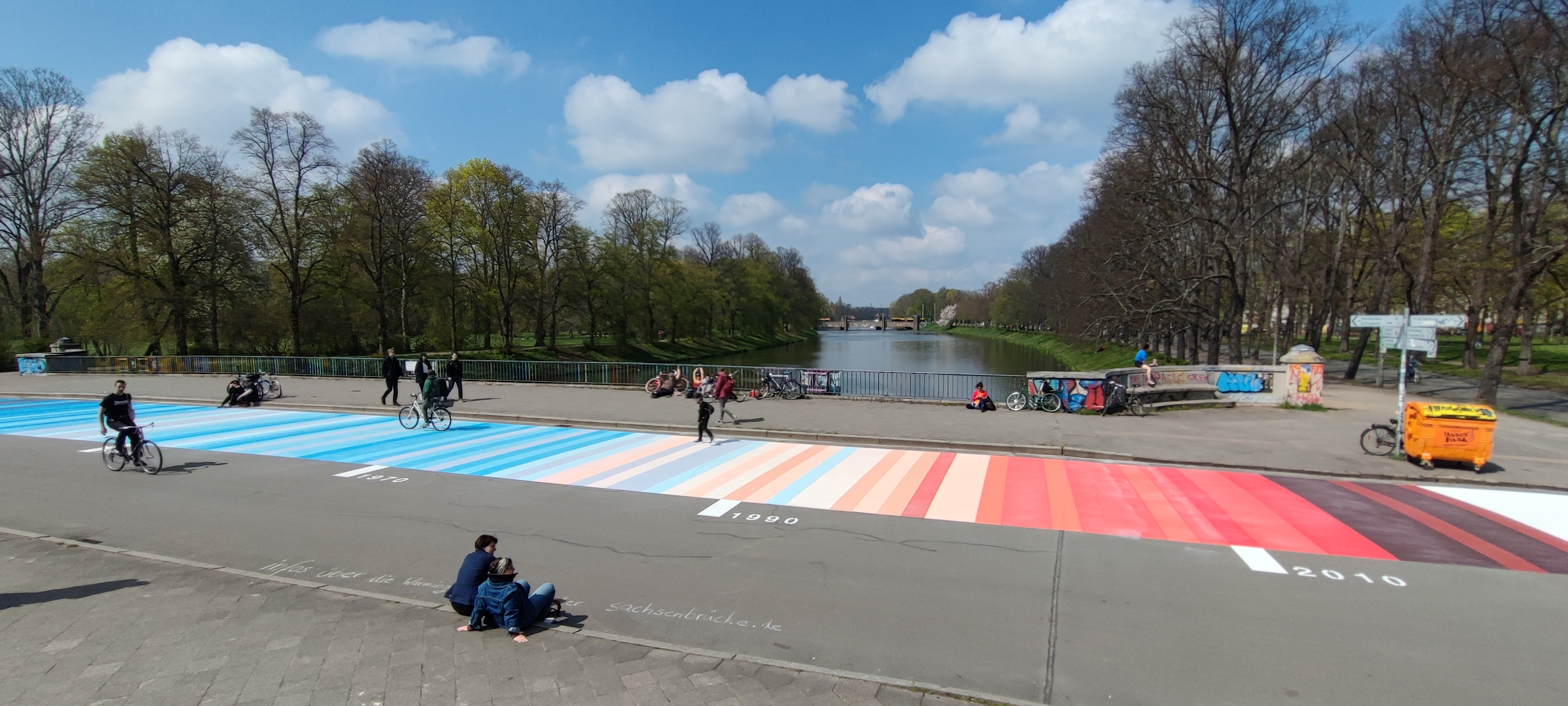
Deckgestaltung April 2022

Im April 2022 wurden durch das Leipziger Klimabündnis Leipzig fürs Klima Klimastreifen auf der Brücke in einer Länge von 74 Metern und sechs Meter Breite aufgetragen, die die Erderwärmung der letzten 70 Jahre farblich veranschaulichen. Nachdem die Farbe der Straßenreinigrng nicht standhielt, wurden die Streifen 2024 mit einer haltbareren Farbe erneuert und mit den neuesten Daten ergänzt.